# Eudendrium distichum
Eudendrium distichum is een hydroïdpoliep uit de familie Eudendriidae. De poliep komt uit het geslacht Eudendrium. Eudendrium distichum werd in 1879 voor het eerst wetenschappelijk beschreven door Clarke. 